# Hyperladung
|          | Teilchen  | Bestandteile | el. Ladung {\displaystyle Q} | Isospin {\displaystyle I_{3}} | Hyperldg. {\displaystyle Y} |
| -------- | --------- | ------------ | ---------------------------- | ----------------------------- | --------------------------- |
| Quarks   | Up        | u            | +⅔                           | +½                            | +⅓                          |
| Quarks   | Anti-Up   | u            | −⅔                           | −½                            | −⅓                          |
| Quarks   | Down      | d            | −⅓                           | −½                            | +⅓                          |
| Quarks   | Anti-Down | d            | +⅓                           | +½                            | −⅓                          |
| Hadronen | Proton    | uud          | +1                           | +½                            | +1                          |
| Hadronen | Neutron   | udd          | 0                            | −½                            | +1                          |

In der Teilchenphysik ist die Hyperladung (Formelzeichen {\displaystyle Y\!\,}, zur Unterscheidung von der schwachen Hyperladung {\displaystyle Y_{W}}) eine Quantenzahl. Sie wird zur Beschreibung von Teilchen verwendet, die der starken Wechselwirkung unterliegen (Quarks und die aus ihnen zusammengesetzten Hadronen).
Die Hyperladung beträgt:
- für Up- und Down-Quark jeweils: {\displaystyle Y=+1/3\!\,}
- für Anti-Up- und Anti-Down-Quark jeweils: {\displaystyle Y=-1/3\!\,}
- für die Nukleonen (Proton p, Neutron n) jeweils: {\displaystyle Y=+1\!\,}.
- für Charm- und Top-Quark jeweils: {\displaystyle Y=+4/3\!\,}
- für Strange- und Bottom-Quark jeweils: {\displaystyle Y=-2/3\!\,}
- für Anti-Charm- und Anti-Top-Quark jeweils: {\displaystyle Y=-4/3\!\,}
- für Anti-Strange- und Anti-Bottom-Quark jeweils: {\displaystyle Y=+2/3\!\,}

Die Hyperladung {\displaystyle Y} eines Teilchens hängt mit seiner elektrischen Ladung {\displaystyle Q} (in Einheiten der Elementarladung) und der dritten Komponente {\displaystyle I_{3}} seines Isospins zusammen über die Gell-Mann-Nishijima-Relation:
{\displaystyle Y=2\,(Q-I_{3})\qquad \Leftrightarrow \qquad Q=I_{3}+{\frac {1}{2}}Y\,}.
Ferner gilt: {\displaystyle Y=B+S+C+B\;\!'+T\!\,},
wobei B für die Baryonenzahl, S für die Strangeness, C für den Charm, B'  für die Bottomness und T für die Topness steht.
Bei Betrachtung eines Isospin-Multipletts von Baryonen bzw. Mesonen gilt:
{\displaystyle Y=2\,{\overline {Q}}},
wobei Q die mittlere elektrische Ladung der Teilchen des Multipletts bezeichnet.
In der modernen Form lauten die Formeln wie folgt:
{\displaystyle Q=I_{3}+{\frac {B+S+C+B\;\!'+T}{2}}}.
{\displaystyle Y=B+S-{\frac {C-B\;\!'+T}{3}}}